# Gornja Suvaja (Bosanska Krupa)
Pour les articles homonymes, voir Gornja Suvaja.
Gornja Suvaja (en serbe cyrillique : Горња Суваја) est un village de Bosnie-Herzégovine. Il est situé dans la municipalité de Bosanska Krupa, dans le canton d'Una-Sana et dans la fédération de Bosnie-et-Herzégovine. Selon les premiers résultats du recensement bosnien de 2013, il compte 85 habitants.

## Démographie

### Évolution historique de la population
| 1948 | 1953 | 1961 | 1971 | 1981 | 1991 | 2013 |
| ---- | ---- | ---- | ---- | ---- | ---- | ---- |
| -    | -    | 611  | 581  | 530  | 446  | 85   |

|  |

### Communauté locale
En 1991, Gornja Suvaja faisait partie de la communauté locale de Suvaja qui comptait 1 094 habitants, répartis de la manière suivante :